# Пискунов, Владимир Леонидович
Владимир Леонидович Пискунов (1 октября 1958 — 7 сентября 2011, Туношна, Ярославская область) — советский хоккеист, защитник, после завершения карьеры работал администратором хоккейного клуба «Локомотив» из Ярославля.

## Биография
Воспитанник ярославского хоккейного клуба «Торпедо».
Выступал за родной клуб (1976—1977, 1979—1982) и за рижский «Латвияс Берзс» (1977—1979). В 1982 году завершил карьеру хоккеиста.
После этого работал в системе родного клуба, с 1985 года — администратор «Торпедо» (с 2000 года клуб называется «Локомотив»). За эти годы клуб вышел в сильнейший хоккейный дивизион страны, трижды становился чемпионом России (1997, 2002, 2003), дважды серебряным (2008, 2009) и четырежды бронзовым (1998, 1999, 2005, 2011) призёром первенств России и Континентальной хоккейной лиги.
Погиб вместе с командой 7 сентября 2011 года при вылете самолёта с ярославского аэропорта. Похоронен на Леонтьевском кладбище Ярославля.